# 社会主义和自由党 (委内瑞拉)

社会主义和自由党标志

社会主义和自由党（西班牙語：Partido Socialismo y Libertad，缩写为PSL）是委内瑞拉的一个托洛茨基主义—莫雷诺主义政党。该党成立于2008年4月26日。该党的政治立场是极左翼。该党的领导人是奥兰多·奇里诺，总书记是米格尔·安赫尔·埃尔南德斯。该党出版刊物《工人之声》。该党是国际工人团结—第四国际的支部。